# Lawrence Warbasse
Lawrence Warbasse, detto Larry (Dearborn, 28 giugno 1990), è un ciclista su strada statunitense che corre per la Tudor Pro Cycling Team. È professionista dal 2013.

## Carriera
Dopo tre stagioni nella formazione di sviluppo BMC U23/Development e un periodo da stagista a fine 2012 nella prima squadra, il BMC Racing Team, passa professionista all'inizio del 2013 con la stessa BMC. Nel 2015 si trasferisce alla IAM Cycling, con cui ottiene l'ottavo posto al Bayern Rundfahrt 2015 e il settimo posto al Tour de Pologne 2016.
Nel 2017 passa alla neonata formazione irlandese Aqua Blue Sport. In stagione ottiene le prime vittorie da pro, vincendo la quarta tappa del Tour de Suisse e il titolo nazionale in linea. Per il 2019, a seguito della dismissione dell'Aqua Blue Sport, viene messo sotto contratto dal team AG2R La Mondiale.

## Palmarès
- 2017 (Aqua Blue Sport, due vittorie)

4ª tappa Tour de Suisse (Berna > Villars-sur-Ollon)
Campionati statunitensi, Prova in linea

### Altri successi
- 2013 (BMC Racing Team)

2ª tappa Tour of Qatar (Al Rufaa Street, cronosquadre)

## Piazzamenti

### Grandi Giri
- Giro d'Italia

2016: non partito (7ª tappa)
2019: 52º
2020: 17º
2021: 41º
2023: 44°
2024: 37º
2025: 68º
- Vuelta a España

2014: 74º
2015: 38º
2016: 49º
2017: ritirato (7ª tappa)
2023: 44º

### Classiche monumento
- Milano-Sanremo

2019: 70º
2020: 63º
2022: 79º
2023: 61º
2024: 109º
- Liegi-Bastogne-Liegi

2015: ritirato
2016: 116º
2017: 32º
2018: 66º
2019: 66º
2022: ritirato
2023: 80º
- Giro di Lombardia

2014: ritirato
2015: ritirato
2016: ritirato
2019: 30º
2020: 54º
2021: 31º
2023: ritirato
2024: 34º

### Competizioni mondiali
- Campionati del mondo

Valkenburg 2012 - Cronometro Under-23: 27º
Valkenburg 2012 - In linea Under-23: 18º
Glasgow 2023 - In linea Elite: ritirato
Zurigo 2024 - In linea Elite: 70º